# Kouré (Niger)
Kouré ist eine Landgemeinde im Departement Kollo in Niger.

## Geographie

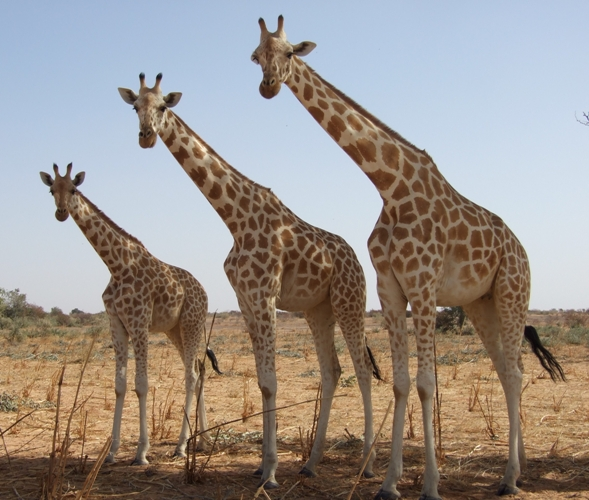
Westafrikanische Giraffen in Kouré

Kouré liegt südlich der nigrischen Hauptstadt Niamey am Fluss Niger. Die Nachbargemeinden Kourés sind Hamdallaye im Norden, Dantchandou im Nordosten, Harikanassou im Osten, N’Gonga im Südosten, Fakara im Süden, Kirtachi und Say im Südwesten, Kollo im Westen und N’Dounga im Nordwesten. Bei den Siedlungen im Gemeindegebiet handelt es sich um 27 Dörfer, 43 Weiler und 24 Lager. Der Hauptort der Landgemeinde ist das Dorf Kouré.
Die Gemeinde wird zur Übergangszone zwischen Sahel und Sudan gerechnet. In Kouré gibt es die letzte freilebende Population Westafrikanischer Giraffen, die Mitte der 1990er Jahre kurz vor der Ausrottung stand. Der Tigerbusch bietet den Giraffen im felsigen Hochland ausreichend Futter. In der Trockenzeit ziehen sie aufgrund von Wassermangel in benachbarte Gebiete, etwa nach Harikanassou.

## Geschichte
Der traditionelle Herrschaftssitz (französisch: chefferie) der Zarma in Kouré wurde Mitte des 17. Jahrhunderts geschaffen. In den 1920er Jahren galt die durch Kouré führende und 1375 Kilometer lange Piste von Niamey nach N’Guigmi als einer der Hauptverkehrswege in der damaligen französischen Kolonie Niger. Sie war in der Trockenzeit bis Guidimouni und wieder ab Maïné-Soroa von Automobilen befahrbar. Die Landgemeinde Kouré ging 2002 bei einer landesweiten Verwaltungsreform aus dem Kanton Kouré hervor. Im Jahr 2008 wurden bei Überschwemmungen 27 Häuser im Dorf Boulakoira Tégui zerstört und über 300 Dorfbewohner geschädigt. Im Jahr 2009 verursachten Überschwemmungen in drei anderen Dörfern im Gemeindegebiet materielle Schäden, von denen insgesamt wieder rund 300 Einwohner unmittelbar betroffen waren.

## Bevölkerung
Bei der Volkszählung 2012 hatte die Landgemeinde 46.249 Einwohner, die in 5465 Haushalten lebten. Bei der Volkszählung 2001 betrug die Einwohnerzahl 29.481 in 3715 Haushalten.
Im Hauptort lebten bei der Volkszählung 2012 3061 Einwohner in 351 Haushalten, bei der Volkszählung 2001 2399 in 302 Haushalten und bei der Volkszählung 1988 2114 in 260 Haushalten.
99 % der Bevölkerung gehören der Volksgruppe der Zarma an. Daneben gibt es Minderheiten von Fulbe und Tuareg.

## Politik
Der Gemeinderat (conseil municipal) hat 15 gewählte Mitglieder. Mit den Kommunalwahlen 2020 sind die Sitze im Gemeinderat wie folgt verteilt: 6 PNDS-Tarayya, 4 AMEN-AMIN, 4 MODEN-FA Lumana Africa und 1 MNSD-Nassara.
Jeweils ein traditioneller Ortsvorsteher (chef traditionnel) steht an der Spitze von 23 Dörfern in der Gemeinde, darunter dem Hauptort.

## Wirtschaft und Infrastruktur

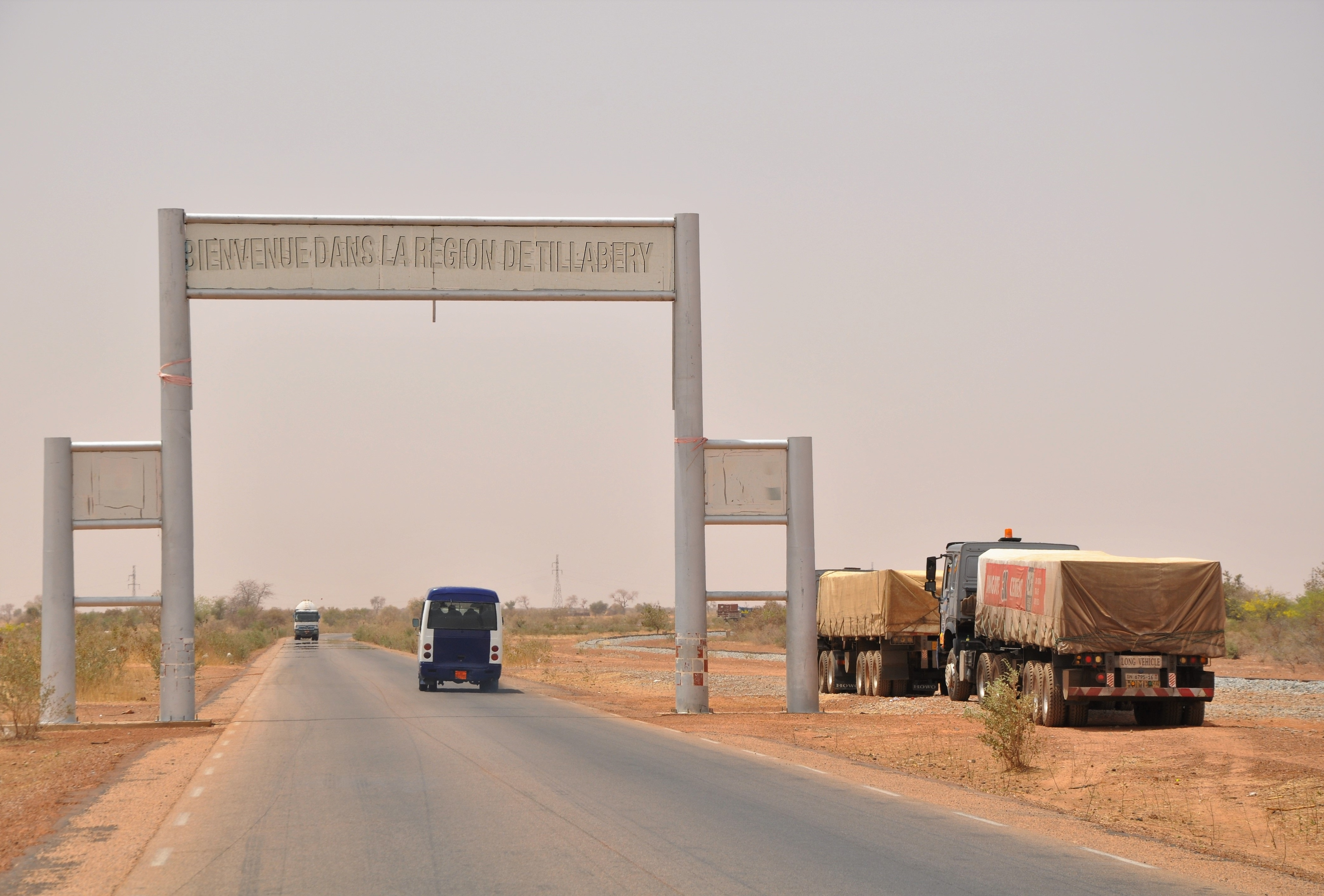
Nationalstraße 1 in Kouré an der Grenze zwischen den Regionen Dosso und Tillabéri (2019)

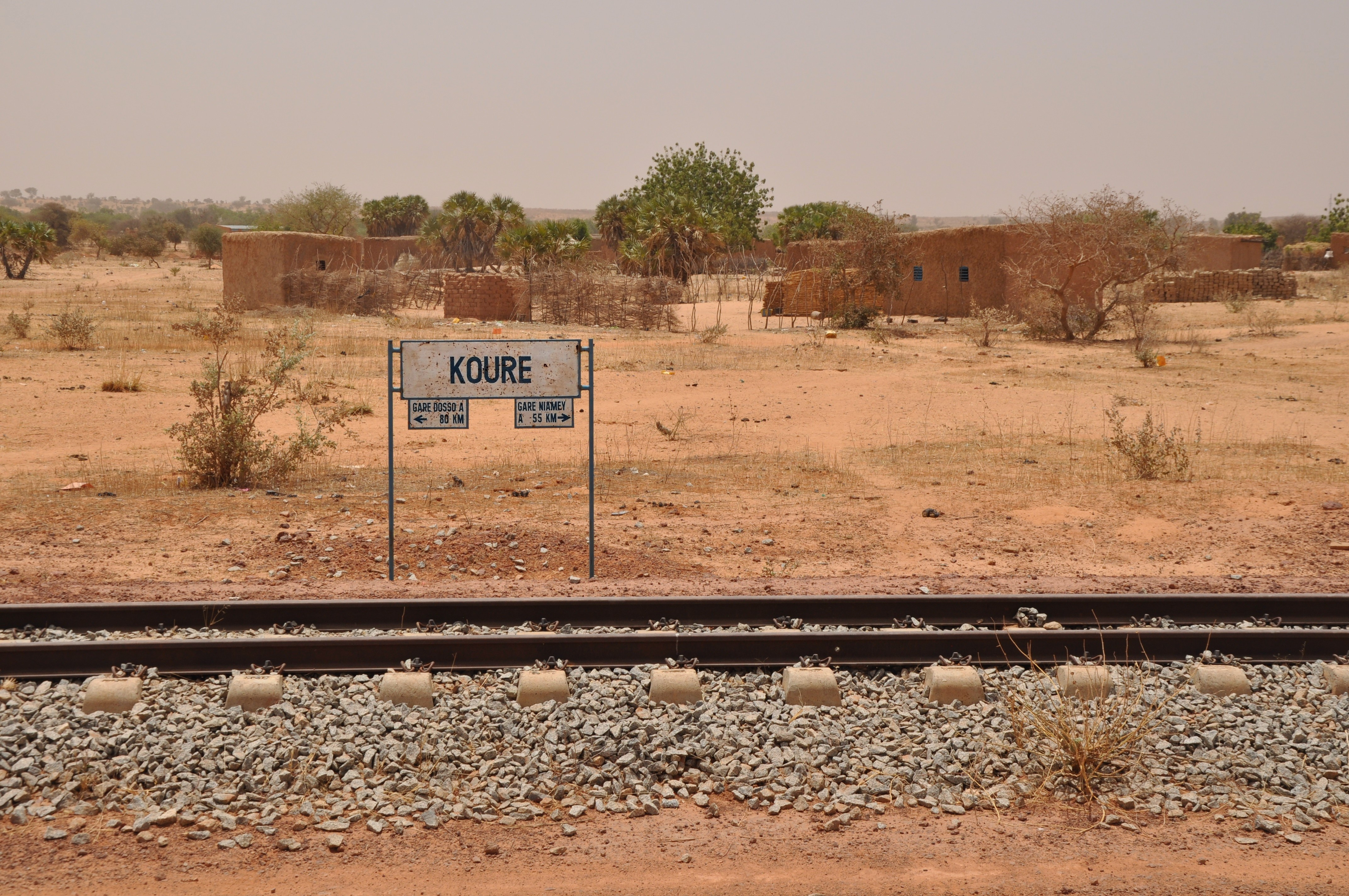
Haltepunkt Kouré an der Bahnstrecke Niamey–Dosso

Rund 90 % der Bevölkerung leben vom Ackerbau. Angebaut werden vor allem Augenbohnen, Erderbsen, Erdnüsse, Hirse und Sorghum. Die agropastoralistische Wirtschaftsform ist im Vormarsch. Die Niederschlagsmessstation im Hauptort wurde 1981 in Betrieb genommen. Es gibt vier Wochenmärkte in der Gemeinde: im Hauptort Kouré sowie in den Dörfern Boula, Karabédji und Kokoïrey Peulh. Zu den wichtigsten dort gehandelten Gütern zählen Hirse, Augenbohnen, Erdnüsse, kleine Wiederkäuer und Geflügel. Die Westafrikanischen Giraffen sind die Hauptattraktion für ökotouristische Bemühungen.
Gesundheitszentren des Typs Centre de Santé Intégré (CSI) sind im Hauptort und in der Siedlung Kokoïrey Peulh vorhanden. Der CEG Kouré ist eine allgemeinbildende Schule der Sekundarstufe des Typs Collège d’Enseignement Général (CEG). Beim Centre de Formation aux Métiers de Kouré (CFM Kouré) handelt es sich um ein Berufsausbildungszentrum.
Durch die Gemeinde, unter anderem durch das Dorf Kokoïrey Peulh, verläuft die asphaltierte Nationalstraße 1, die mit 1601,7 Kilometern längste Fernstraße Nigers. Sie kreuzt die 95,1 Kilometer lange Landstraße RR6-001, die auch durch den Gemeindehauptort Kouré führt und die Nationalstraße 25 und die Nationalstraße 31 verbindet. Kouré liegt auch an der Bahnstrecke Niamey–Dosso, die allerdings nicht befahren wird.

## Partnergemeinde
- Coulaines in Frankreich[18]

## Persönlichkeiten
- Abdou Sidikou (1927–1973), Politiker und Diplomat
- Garba Sidikou (1932–2013), Politiker, von 1973 bis 2013 traditioneller Ortsvorsteher von Kouré